# Bandeira da Rodésia
A bandeira da Rodésia mudou duas vezes devido a mudanças de política no país.
Antes de 1964, a então Rodésia do Sul utilizou o habitual Pavilhão Azul com a bandeira do Reino Unido no cantão, e o escudo do brasão da colónia no batente. 
Depois da separação da Federação da Rodésia e Niassalândia e da independência de Rodésia do Norte e Niassalândia como Zâmbia e Malawi, o país ficou conhecido simplesmente como Rodésia. A bandeira foi mudada para um tom de azul mais claro, que mais tarde foi adoptado pelas Ilhas Fiji e Tuvalu. 
Depois da Declaração Unilateral de Independência a 11 de Novembro de 1965, a bandeira manteve-se, mas três anos mais tarde foi substituída pela bandeira verde e branca (semelhante à bandeira da Nigéria) com o brasão. Em 2 de Março de 1970, o país declarou-se república.
Em 1979 o país tornou-se conhecido como Zimbabwe-Rodésia e um novo design foi adoptado mais tarde nesse ano, apresentando as cores Pan-Africanas; vermelho, preto, amarelo e verde, e a ave do Zimbabwe.

## Bandeiras anteriores
- 1964-1968